# Rhytiphora truncata
Rhytiphora truncata är en skalbaggsart som beskrevs av Stefan von Breuning 1940. Rhytiphora truncata ingår i släktet Rhytiphora och familjen långhorningar. Inga underarter finns listade i Catalogue of Life.